# Johannesevangeliet

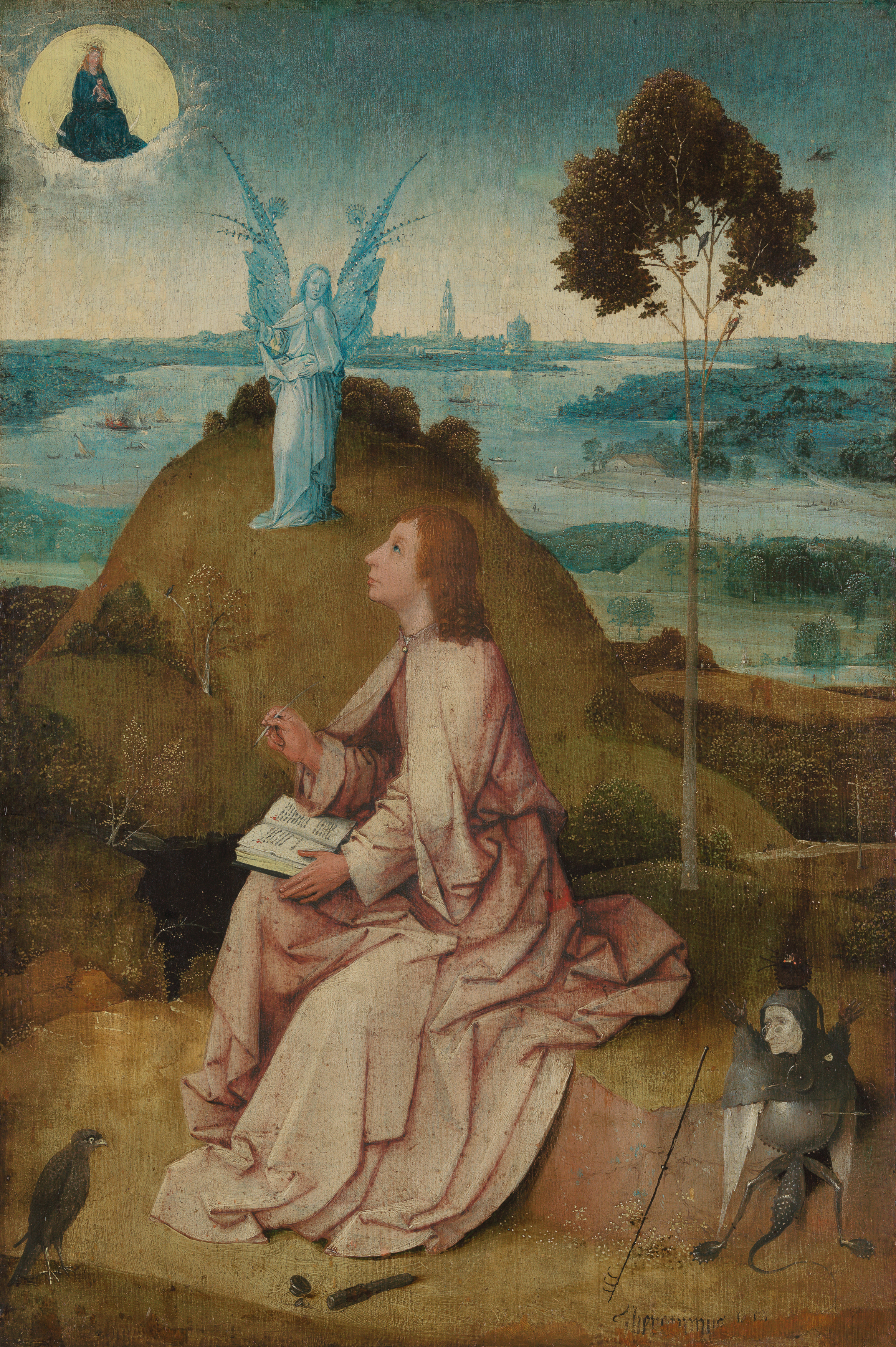
Johannes skrivande sitt evangelium. Målning av Hieronymus Bosch.

Johannesevangeliet är en skrift som ingår i Nya Testamentet. Skriftens tidigaste titel var Κατά Ιωάννην (grekiska ’enligt Johannes’).
Den kristna traditionen utpekar sedan slutet av 100-talet lärjungen Johannes som författare. Denne nämns i evangeliet som ”den lärjunge som Jesus älskade” (Joh. 21:20). I vers 24 står det att det är den lärjungen som vittnar om händelserna i evangeliet. Somliga har av detta dragit slutsatsen att det är någon av hans anhängare som har nedtecknat evangeliet, möjligen på uppdrag av evangelisten själv. Kritiker har menat att kapitel 21 är ett senare tillägg för att utpeka Johannes som författare.
Till sitt innehåll skiljer sig Johannes markant från de tre evangelierna Matteusevangeliet, Markusevangeliet och Lukasevangeliet. Dessa tre kallas synoptiska evangelier, vilket innebär att de i sin struktur går att jämföra kapitel för kapitel. Johannesevangeliet ger en annorlunda bild av Jesu historiska verksamhet. Evangelisten berättar om Jesu tecken, det vill säga hans underfulla gärningar, hans samtal och tal, för att de som läser och hör hans budskap skall tro att Jesus är Messias, Guds son, och genom honom få evigt liv. Johannesevangeliet innehåller få liknelser. Jesus talar istället bildmässigt och med underliggande meningar. Evangeliet börjar liksom ovanifrån och ger i vida perspektiv innebörden i Jesu liv, budskap och verksamhet.
Johannesevangeliet förkortas Joh.

## Innehåll
Johannesevangeliet inleds med den så kallade Johannesprologen (kap. 1:1–18), vilken enligt en utbredd tolkning behandlar Kristi preexistenta tillvaro som Logos hos Gud Fadern. Från kapitel 11 (ungefär halva evangeliet) handlar berättelsen om Jesu sista vecka, död och uppståndelse. Ett stort fokus ligger på påskveckan.
Till skillnad från Matteus och Lukas tros Johannes skriva om Jesus preexistens, och enligt denna tolkning om hur Ordet blev människa. Johannes är ensam om bland annat följande avsnitt i evangelieberättelsen:
Jesu preexistens (Joh 1:1–8)
Bröllopet i Kana (Joh 2:1–12)
Jesus samtal med Nikodemos (Joh 3:1–21)
Jesus och den samariska kvinnan vid Jakobs källa (Joh 4:1–42)
Jesus och äktenskapsbryterskan (Joh 8:1–11)
Jesus och Abraham (Joh 8:12–59)
Lasaros uppväcks från de döda (Joh 11:1–44)
Det nya budet – älska varandra (Joh 13:31–35)
Jesu avskedstal (Joh kap. 14–17)
Tomas tvivlarens möte med Jesus (Joh 20:19–29)
Johannes återger även avsnitt som med vissa skillnader återfinns i två eller tre av de övriga evangelierna, bland annat:
Johannes döparen (Joh 1:19–34, Matt 3:1–17, Mark 1:2–8, Luk 3:1–22)
Fem bröd och två fiskar räcker till 5000 (Joh 6:1–14, Matt 14:13–21, Mark 6:30–44, Luk 9:10–17)
Jesus går på vatten (Joh 6:15–21, Matt 14:22–33, Mark 6:45–52)
Intåget i Jerusalem (Joh 12:12–19, Matt 21:1–11, Mark 11:1–11, Luk 19:28–40)
Påskmåltiden (Joh 13:1–17, Matt 26:20, Mark 14:22–25, Luk 22:7–20)
Judas pekas ut av Jesus som förrädare (Joh 13:18–30, Matt 26:21–25, Mark 14:17–21, 22:21–23)
Jesus förutsäger Petrus förnekelse (Joh 13:36–38, Matt 26:30–35, Mark 14:26–31, Luk 22:31–34)
Jesus fängslas (Joh 18:1–11, Matt 26:47–56, Mark 14:43–52, Luk 22:47–53)
Förhöret hos översteprästen Kajafas (Joh 18:12–14, Matt 26:57–68, Mark, 14:53–65)
Petrus förnekar Jesus (Joh 18:15–27, Matt 26:69–75, Mark 14:66–72, Luk 22:54–62)
Jesus inför Pontius Pilatus (Joh 18:28–38, Matt 27:1–14, Mark 15:1–15, Luk 23:1–5)
Barabbas friges (Joh 18:38–40, Matt 27:15–21, Mark 15:6–11, Luk 23:13–25)
Jesus döms (Joh 19:1–16, Matt 27:22–31, Mark 15:12–15)
Korsfästelsen (Joh 19:17–30, Matt 27:32–56, Mark 15:21–41)
Gravläggningen (Joh 19:30–42, Matt 27:57–66, Mark 15:42–47)
Uppståndelsen (Joh 20:1–18, Matt 28:1–15, Mark 16:1–8, Apg 1:3)
Johannesevangeliets framställning bygger liksom Uppenbarelseboken på ett antal sjutal, även om de i evangeliet inte är lika tydligt framträdande som i Uppenbarelseboken:
Jesu sju vandringar till Judeen
1:19–51 (december år 26 – mars år 27)
2:13–3:36 (april – december år 28)
5:1–47 (troligen påsken eller purimfesten år 28)
7:2–10:21 (oktober år 29 vid lövhyddohögtiden)
10:22–39 (december år 29 vid tempelinvigningshögtiden)
11:1–53 (januari eller februari år 30)
12:1–21:25 (april – maj år 30)
Sju tecken som Jesus gjorde
2:1–11 Jesus förvandlar vatten till vin
4:46–54 Jesus botar en kunglig tjänstemans son
5:1–18 Jesus botar en lam man vid Betesda
6:1–15 Jesus mättar femtusen
6:16–21 Jesus går på vattnet
9:1–7 Jesus botar en blindfödd
11:1–44 Jesus uppväcker Lasaros från de döda
Sju "jag är"
Sju tal av Jesus
Sju likheter med Fadern
Sju som vittnar om Sonens gudomlighet
Sju gånger nämns Jesu stund

## Författare
Inom den moderna bibelforskningen råder i stort sett konsensus att författaren måste ses som okänd.

## Datering
Moderna forskare daterar tillkomsten till perioden mellan 90 och 100 e.Kr..
Evangeliet har historiskt sett alltid betraktats som det evangelium som skrevs sist, vilket kan vara orsaken till att det placerats efter de andra evangelierna i Nya Testamentet. Den vanligaste uppfattningen bland exegeter är att evangeliet skrevs på 90-talet, kort efter att de kristna uteslutits ur synagogan.
Den äldsta avskriften av någon nytestamentlig text är det så kallade Ryland-fragmentet, som innehåller delar av Joh 18:31–33 och 18:37–38, och dateras till cirka år 125 e.Kr. (men med ett visst mått av osäkerhet)

## Målgrupp
Johannesevangeliet skrevs enligt gammal kristen tradition av aposteln Johannes på begäran av den kristna församlingen i Efesos. De tre synoptiska evangelierna (Matteus, Markus och Lukas) skiljer från Johannesevangeliet på det viset att Johannesevangeliet anpassats till den romerska tidsuppfattningen. I Matt. 27:45 är Jesus korsfäst vid sjätte timmen men i Joh. 19:14 är Jesus hos Pilatus den sjätte timmen. Samtliga evangelier är dock överens om att Jesus är hos Pilatus till gryningen. Orsaken till denna skillnad kan vara att Johannesevangeliet räknar med ett dygn från midnatt till midnatt, precis som vi gör idag. Judarna räknar däremot med ett dygn från aftonen till aftonen, vilket är orsaken till att sabbaten inleds på fredag eftermiddag. Johannesevangeliet benämner i så fall dagar på annat sätt. Till exempel anger Johannesevangeliet precis som de synoptiska evangelierna att Maria kom till graven och följande kväll kom Jesus till lärjungarna. Johannesevangeliet anger dock kvällen som aftonen den första dagen (Joh. 20:19) vilket enligt judisk tideräkning skulle vara lördag kväll. Denna skillnad i tidssyn visar att Johannesevangeliet skrivits för en publik som räknar dygnet på romerskt vis och att de judiska tidsangivelserna räknats om i enlighet med det.